# لوبیا

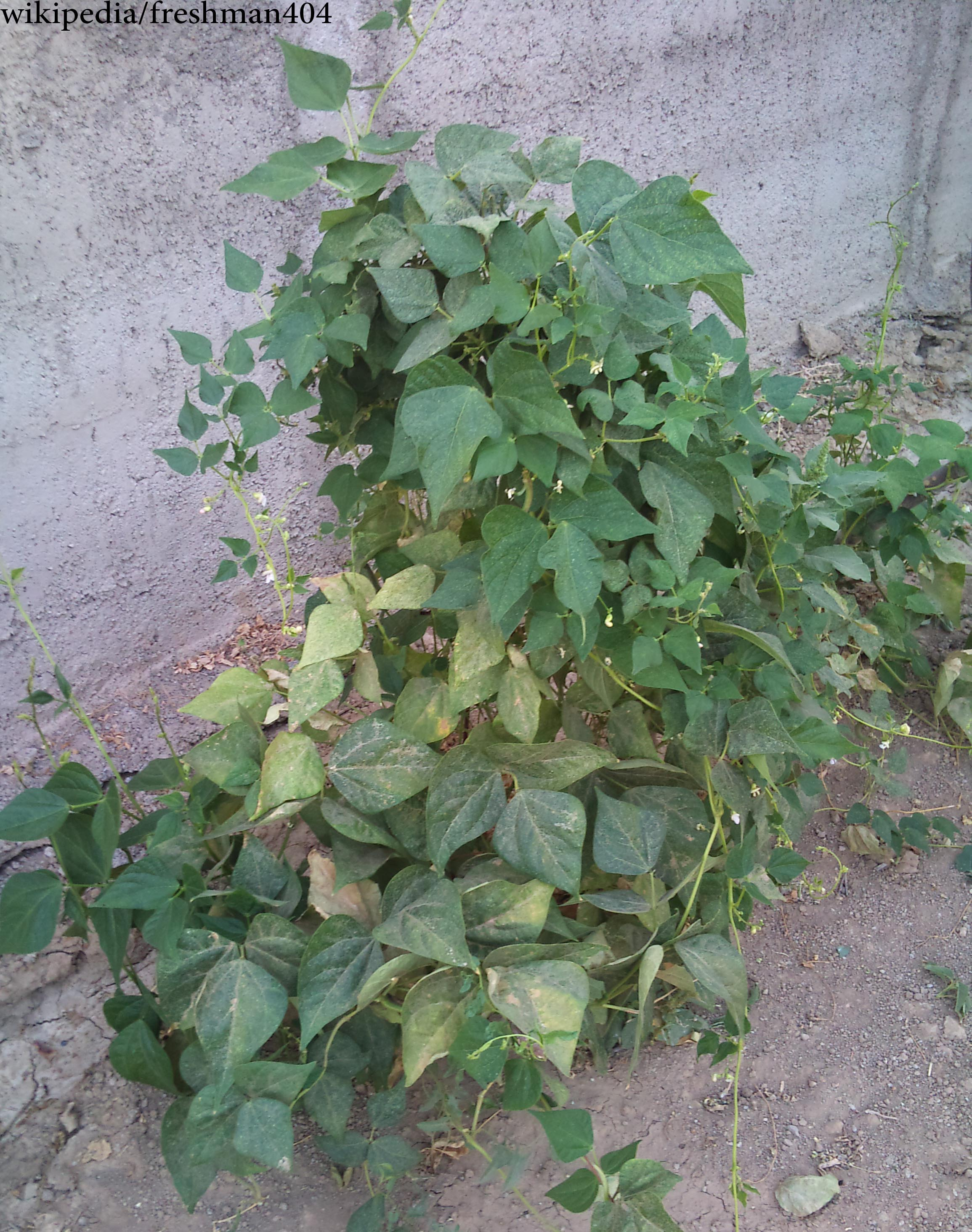
گیاه لوبیا

لوبیا نوعی دانه خوراکی است که همه ساله میلیون‌ها تن به مصرف می‌رسد و یکی از مواد غذایی نسبتاً ارزان و فراوان است؛ طبع گرم و تری دارد و معمولا در غذاهای سوپی یا خورشتی به کار میرود.

## خواص

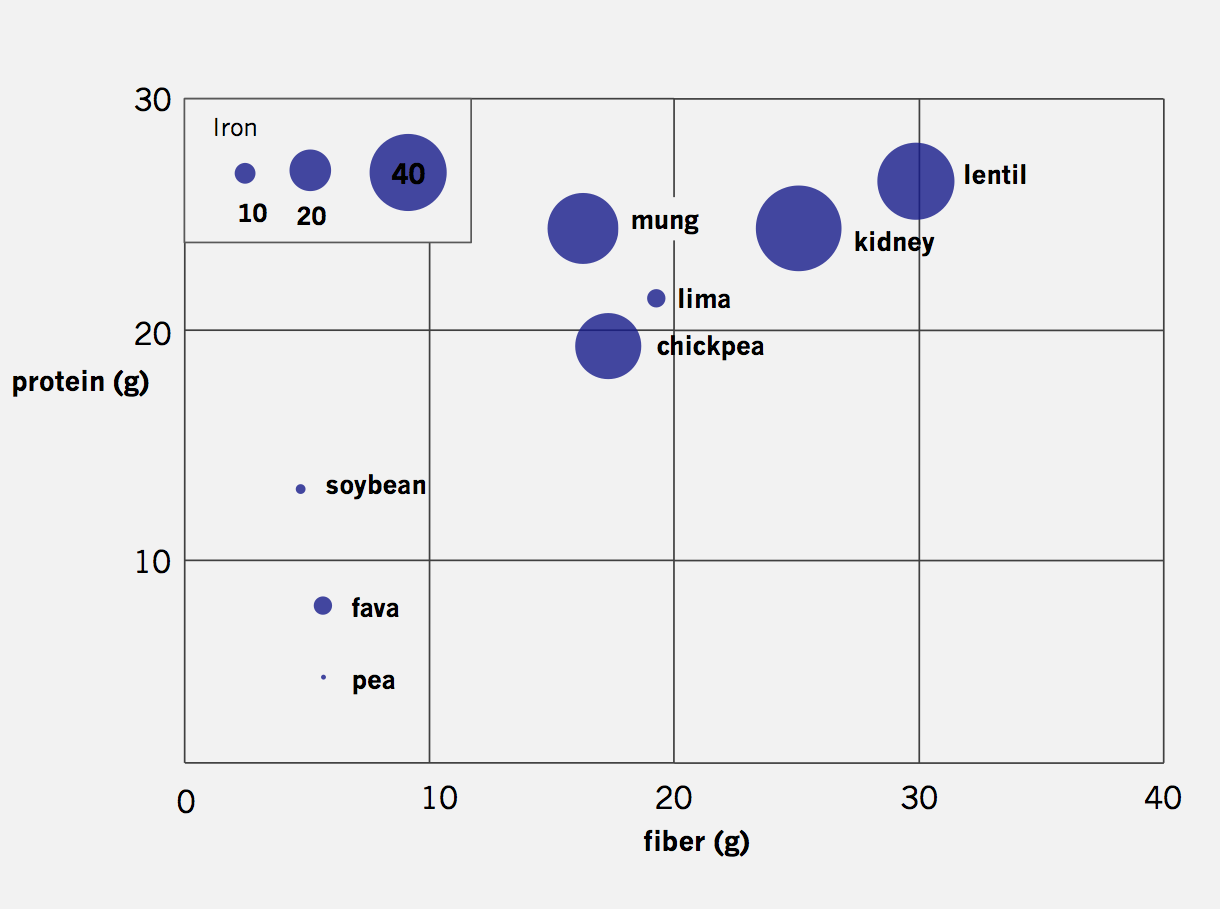
مقدار پروتئین، فیبر و آهن در هر لوبیا.

لوبیا از ۲۲ درصد پروتئین، ۶۲ درصد قند(کربوهیدرات) از نوع نشاسته و ۲ درصد مواد چربی تشکیل شده و یکی از مقوی‌ترین حبوبات روی زمین به‌شمار می‌رود و چون مواد پروتئینی آن نسبتاً زیاد است.
لوبیا برای بعضی از مردم که دارای معده ضعیف هستند غذای سنگینی به‌شمار می‌رود و ممکن است به دشواری هضم شود. اما اگر چند روزی آن را در آب خیس کنند و هنگامی که لوبیا می‌خواهد جوانه بزند آن را بپزند، هم زودتر پخته می‌شود و هم سریعتر گوارده و جذب می‌گردد.
این لوبیای تازه جوانه زده، دارای ویتامین‌های گوناگون هم خواهد بود که مهم‌ترین آن‌ها عبارت‌اند از انواع ویتامین «ب» ویتامین «ث» ویتامین «د». بنابراین فواید چنین لوبیایی خیلی بیش از لوبیای خیس نشده وجوانه نزده می‌باشد. لوبیا برای مبتلایان به رماتیسم، اختلال فشارخون و بیماری‌های کلیوی خوراک سودمندی به‌شمار می‌رود. اما به علت سرشار بودن از کربوهیدرات نشاسته، اشخاص چاق و مبتلایان به بیماری قند (دیابت) باید از مصرف زیاد آن پرهیز کنند و نیز کسانی که به بیماری نقرس دچارند یا اورهٔ خونشان بیشتر از حد طبیعی است به علت وجود پروتئین نسبتاً زیاد در لوبیا باید در مصرف آن احتیاط کنند و از لوبیای سبز استفاده نمایند.

## انواع

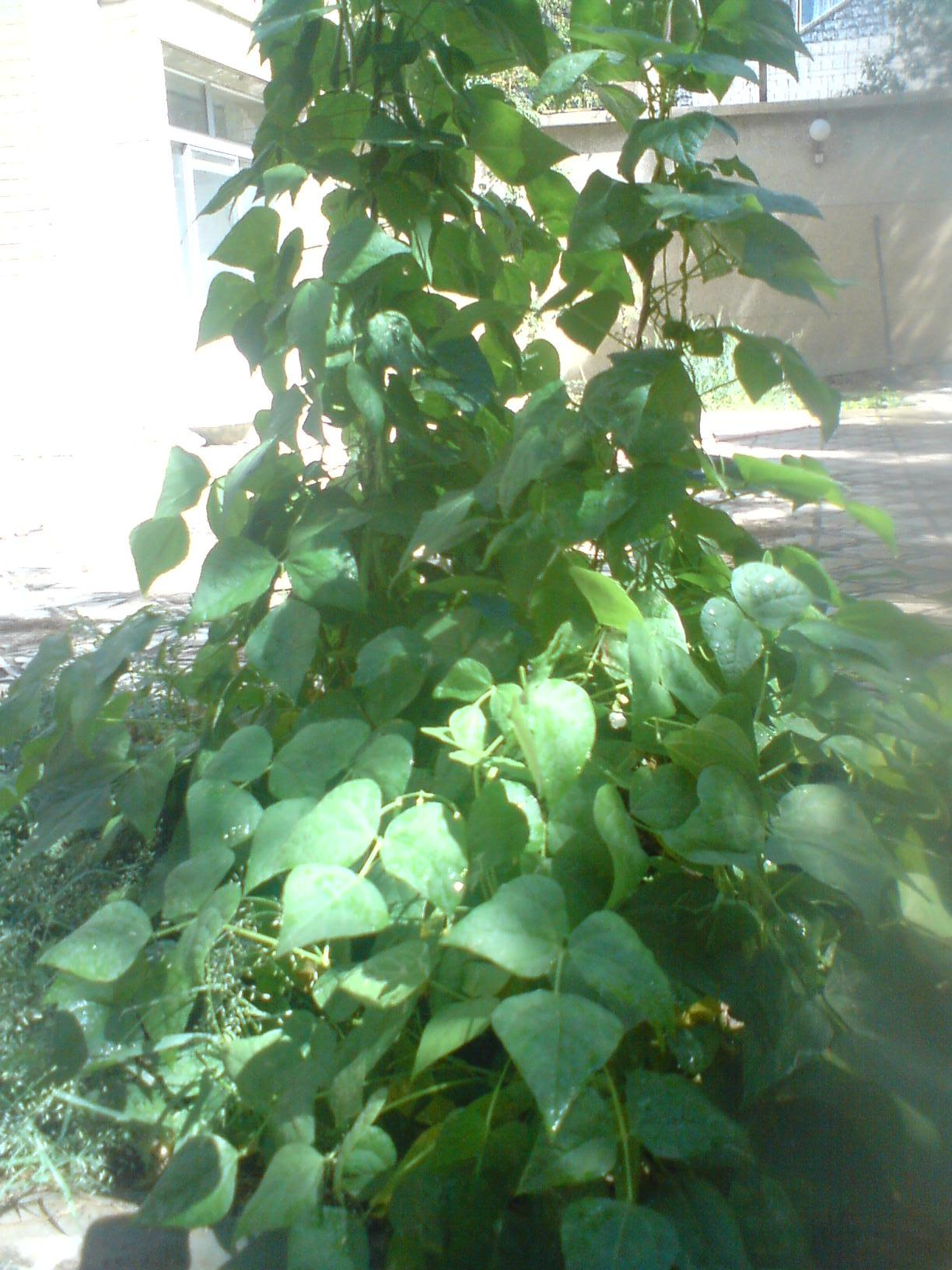
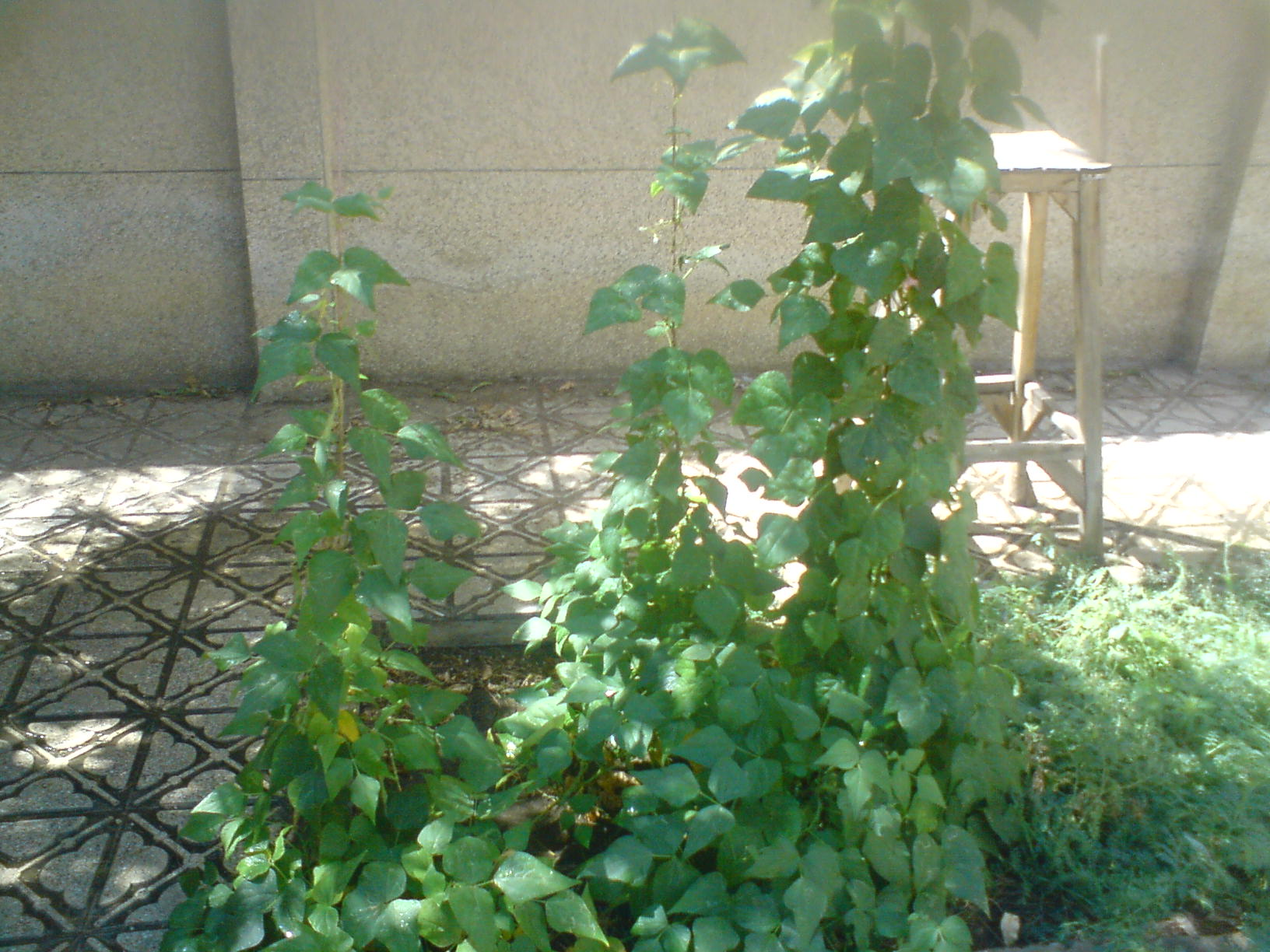

- لوبیا سبز
- لوبیا چیتی
- لوبیا چشم‌بلبلی
- لوبیا سفید
- لوبیا قرمز
- لوبیا سیاه
- لوبیا کشاورزی
- سویا

## میزان تولید در کشورهای مختلف
| ده کشور اصلی تولیدکننده لوبیای خشک —۲۰۱۳ | ده کشور اصلی تولیدکننده لوبیای خشک —۲۰۱۳ | ده کشور اصلی تولیدکننده لوبیای خشک —۲۰۱۳ | ده کشور اصلی تولیدکننده لوبیای خشک —۲۰۱۳ | ده کشور اصلی تولیدکننده لوبیای خشک —۲۰۱۳ |
| کشور | تولید بر حسب تُن                          | پانویس                                   |                                          |                                          |
| --- | ---------------------------------------- | ---------------------------------------- | ---------------------------------------- | ---------------------------------------- |
| میانمار | ۳٬۸۰۰٬۰۰۰                                | F                                        |                                          |                                          |
| هند | ۳٬۶۳۰٬۰۰۰                                |                                          |                                          |                                          |
| برزیل | ۲٬۹۳۶٬۴۴۴                                | A                                        |                                          |                                          |
| چین | ۱٬۴۰۰٬۰۰۰                                | *                                        |                                          |                                          |
| مکزیک | ۱٬۲۹۴٬۶۳۴                                |                                          |                                          |                                          |
| تانزانیا | ۱٬۱۵۰٬۰۰۰                                | F                                        |                                          |                                          |
| ایالات متحده آمریکا | ۱٬۱۱۰٬۶۶۸                                |                                          |                                          |                                          |
| کنیا | ۵۲۹٬۲۶۵                                  | F                                        |                                          |                                          |
| اوگاندا | ۴۶۱٬۰۰۰                                  | *                                        |                                          |                                          |
| رواندا | ۴۳۸٬۲۳۶                                  |                                          |                                          |                                          |
| جهان | ۲۳٬۱۳۹٬۰۰۴                               | A                                        |                                          |                                          |
| No symbol = official figure, P = official figure, F = FAO estimate, * = Unofficial/Semi-official/mirror data, C = Calculated figure A = Aggregate (may include official, semi-official or estimates); Source: فائو (FAO) |                                          |                                          |                                          |                                          |